# 流入
| ウィキペディアには「流入」という見出しの百科事典記事はありません（タイトルに「流入」を含むページの一覧/「流入」で始まるページの一覧）。 代わりにウィクショナリーのページ「流入」が役に立つかもしれません。 |